# جوئل گرانت
جوئل گرانت (انگلیسی: Joel Grant؛ زادهٔ ۲۶ اوت ۱۹۸۷) بازیکن فوتبال اهل بریتانیا است.
از باشگاه‌هایی که در آن بازی کرده‌است می‌توان به باشگاه فوتبال یئوویل تاون، باشگاه فوتبال کرو آلکساندرا، باشگاه فوتبال اکستر سیتی، باشگاه فوتبال واتفورد، باشگاه فوتبال وایکام واندررز، و باشگاه فوتبال آلدرشات تاون اشاره کرد.
وی همچنین در تیم‌های ملی فوتبال Jamaica national under-20 football team و جامائیکا بازی کرده‌است.